# Estonské fotbalové mistrovství 1921
První ročník Eesti jalgpalli meistrivõistluste A-klass (Estonského fotbalového mistrovství) se konal od 25. září 1921 do 13. října 1921.
Soutěže se zúčastnili čtyři kluby v jedné skupině. Vítězem turnaje se stal SK Tallinna Sport, který porazil ve finále Tallina JK 5:3.